# InnerWood
InnerWood（インナーウッド）は、調布市に本社を置くベース工房。自社ブランド商品の販売の他、日本国内販売総代理店の業務、そして各種リペアー等多忙な業務を少数で行っているベース工房である。

## 歴史
1985年、木内広隆が東京都調布市でギター・ベースの修理工房として創業。同時に、日本初のスルーネック構造の6弦ベース(モデル名：IW6B)を開発。翌年1986年にプロトタイプが完成。ロサンゼルスのベーシスト、ネイザン・イーストをはじめ、ジミー・ジョンソンやエイブラハム・ラボリエルらもプロトタイプをモニタリングしている。
1987年頃から、スルーネック構造のオリジナルシェイプのベース：IWシリーズの4・5・6弦フルラインナップを完成。同時に、弦高が一般的な楽器より低く調整されたローアクションセッティングのサービスを開始。
1995年頃、髙島屋新宿店付近へ工房を移転と同時に、アメリカのKYDDサイレントベースやBergntinoベースキャビネットの日本国内販売総代理店の業務を開始する。
その頃からラインナップに変化が現れ、現在のようなフェンダーシェイプのジャズベース・プレシジョンベースを中心としたラインナップへと変化して行く。
2001年には、東中野のライブハウス、KingBee(後にClubRubberCatに改名)を買収。ライブハウスの運営と合わせ、工房もその場所へ移された。
2002年から日本国内販売総代理店となったRoscoe、そして2008年からのM Basses(現 M Guitars)とディストリビューターとしての業務も盛んである中、消耗品であるオリジナルベース弦（頑固弦）の開発にも成功。明るめの音色と柔らかな演奏感が特徴の低コストでありながら高品位な弦として全国で販売されている。
2012年東京都八王子市ショップを2014年に世田谷区若林へ移設後、2015年1月末をもって対面での営業を終了し、現在は調布市の工房での業務となっている。2016年9月からはアメリカのTrickfishの取り扱いを始めたが、2022年8月末をもってエージェント業務を終了した。
2018年のGrammy受賞アルバム・JeffLoberFusio:Prototypeに参加しているJimmyHaslipがレコーディングでメインで使用しているのは、同社のカスタム5弦PBである。
2020年に35年間のベースの製作に終止符を打ちインナーウッドのベースの製作を終了した。2022年9月現在、頑固弦の販売・Maghini Guitars・RoscoeそしてStanley Clarkeがプロデュースしたショートスケールのベース=Spellcasterの日本国内総販売店の業務を行っている。

## その他
- InnerWoodのベースの特徴としては、硬度の高いメイプル材を使用した堅固なネックと、1弦(G線）12フレットにおいて1mm以下の低い弦高（ローアクション）の調整である。HiFiな音色と、とても高い演奏性が特徴の楽器である。パッシブの楽器よりアクティブの物の方が多く生産されている。
- 製作者の木内広隆は、大学時代に楽器の物理的な構造と木工を学び楽器業界へ就職。当初は世界最大手の企業勤務であったそうだが、会社の方針と本人の思想の相違が元で同企業を退職。1985年にInnerWoodの創設に至る。
- 国内ではプロのベーシストのクライアントも多い。国内アーティストでは納浩一や一本茂樹、海外ではジェームズ・イースト（ネイザン・イーストの弟）や、故・フィル・チェン、ジミー・ハスリップ、ジェフ・カースウェル、サックスとベースのバイプレーヤー＝ジェラルド・アルブライト等がInnerWoodのベースを使用している。